# Kwirynów
Kwirynów (prononciation : [kfiˈrɨnuf]) est un village polonais, situé dans la gmina de Stare Babice de la Powiat de Varsovie-ouest et dans la voïvodie de Mazovie dans le centre-est de la Pologne.
Il se situe à environ 6 kilomètres au nord-est de Stare Babice et à 11 kilomètres à l'ouest de Varsovie.
Le village a une population de 832 habitants en 2010.